# Wayne Jackson (zanger)
Wayne Jackson (Manchester, 23 juni 1971) is een Britse singer-songwriter en producent.

## Biografie
Jackson, geboren en getogen in Manchester, woont nu in Berlijn. Hij studeerde Engelse literatuur in Wales en heeft een diploma. Naast zijn interesse in voetbal (Manchester City FC) heeft hij uitgebreid getraind in kickboksen, waarbij hij deelnam aan de Duitse nationale kampioenschappen. Hij was de oprichter van de Britse band The Dostoyevskys, die eind jaren 1990 uit elkaar gingen. Voordat ze uit elkaar gingen, waren ze het voorprogramma van Oasis tijdens twee van hun tournees. In 2005 schreef Jackson mee en trad hij op als zanger en muzikant op Paul van Dyks single The Other Side.
Jackson produceerde de twee soloalbums van de Duitse artiest Bela B. (Bingo in 2006, Code B. in 2010). Als lid van de liveband Los Helmstedt van Bela B. speelde hij meer dan 60 shows. Jackson bracht in 2008 zijn eerste soloalbum The Long Goodbye uit. De tweede single Shine On maakte deel uit van de zomercampagne van de Duitse tv-zender RTL in 2008. De eerste single heette Glorious en werd geschreven in samenwerking met Paul Van Dyk. Zijn tweede album Undercover Psycho werd uitgebracht in 2010 en kwam op #55 in de Duitse Top 100 Album download hitlijsten. Onder invloed van New Order, U2, Editors of Snow Patrol vond Jackson zijn eigen unieke en eerlijke stijl. Hij schreef, nam op, produceerde en bespeelde bijna alle instrumenten voor dit tweede album in zijn eentje. Undercover Psycho bevat de single Hallelujah, het themalied van de film Die Tür met Mads Mikkelsen en Jessica Schwarz. Een ander nummer I’m so Beautiful werd in maart 2010 gebruikt als onderdeel van een RTL-campagne. In hetzelfde jaar bracht Jackson een coverversie uit van de Lady Gaga-hit Bad Romance. De single bereikte de #1 positie bij de Duitse radiostations Radio Gong en Radio Berlin. De B-kant van de alleen digitaal uitgebrachte single bevat het nummer Undercover Psycho.
Naast zijn werkzaamheden voor Bela B. en zijn soloprojecten, werkte hij ook samen met de Duitse zangeres Lula, die eveneens in Berlijn woont. Deze samenwerkingen hebben betrekking op haar album Lost in Reverie en andere duetten zoals Your Stars Never Shine, die te vinden is op Undercover Psycho. Sinds het uitbrengen van zijn solo-materiaal heeft Jackson live opgetreden, zowel met een volledige band als alleen. In augustus en september 2008 maakte hij een clubtournee door Duitsland om zijn album The Long Goodbye te presenteren. Hij werd gesteund door Lula. In februari 2010 volgde een tweede tournee. In hetzelfde jaar speelde Jackson een aantal festivaldata, waaronder het Deichbrand-Festival, De Open Flair en de Welt-Astra-Tag in Hamburg. Hij ondersteunde ook de Amerikaanse band Train, Sivert Höyem en Philipp Poisel.

## Discografie

### Singles
- 2005:	The Other Side
- 2008:	Glorious
- 2008:	Shine On
- 2009:	Hallelujah
- 2010:	Bad Romance

### Albums
- 2008:	The Long Goodbye
- 2010:	Undercover Psycho

- Gemeinsame Normdatei: 134415515
- International Standard Name Identifier: 0000 0000 5690 7323
- MusicBrainz: 86017e0e-c0dc-403c-9b48-35cbbb12f9c1
- SNAC: w6zb3846
- Virtual International Authority File: 79613344
- WorldCat: E39PBJmXKKBRj647vxDcFmGvHC